# Арвеладзе, Георгий
Георгий Арвеладзе (груз. გიორგი არველაძე; 10 июля 1978, Тбилиси, СССР) — генеральный директор грузинского телеканала «Имеди» с июля 2009 года. Ранее — председатель Национальной комиссии Грузии по регулированию коммуникаций (2008—2009 годы), министр экономического развития Грузии (ноябрь 2006 — 2008 год), глава администрации Саакашвили (2005—2006 годы). С 2004 года по 2005 год был генеральным секретарём партии «Национальное движение — Демократы», возглавляемой президентом Грузии Михаилом Саакашвили. Участник «революции роз» 2003 года.

## Биография
Родился в 1978 году. Закончил Киевский государственный университет по специальности «международные отношения».
В 2000—2001 годах Арвеладзе работал в возглавляемом Михаилом Саакашвили министерстве юстиции Грузии. В 2002 году помогал Саакашвили в создании партии «Национальное движение», в 2003 году принимал участие в «революции роз».
С ноября 2003 по февраль 2004 года Арвеладзе занимал пост пресс-секретаря, сначала — исполняющей обязанности президента Грузии Нино Бурджанадзе, после — президента Саакашвили.
В феврале 2004 года Арвеладзе был избран депутатом парламента Грузии по списку партии «Национальное движение — Демократы» (объединённая партия Саакашвили и Бурджанадзе). 21 апреля 2004 года был утверждён генеральным секретарём этой партии. 10 августа был назначен руководителем постоянной делегации Грузии в Парламентской ассамблее стран НАТО.
20 октября 2005 года Арвеладзе был назначен главой администрации президента Грузии. Это место стало вакантным в июле 2005 года, когда прежний глава администрации Георгий Угулава был назначен мэром Тбилиси. В связи с переходом на новую должность в октябре 2005 года Арвеладзе ушёл с поста генерального секретаря партии и досрочно сложил с себя депутатские полномочия.
26 июля 2006 года Арвеладзе, оценивая операцию грузинских вооружённых сил в Кодорском ущелье, заявил, что Кодори — это стратегическая часть Абхазии, где впервые за последнее время устанавливается реальная юрисдикция Тбилиси. При этом Арвеладзе подчеркнул, что в ущелье проводится не военная, а полицейская и антикриминальная операция, направленная на защиту интересов мирного населения.
20 ноября 2006 года Арвеладзе был назначен министром экономического развития Грузии, сменив на этой должности Ираклия Окруашвили. Последний занимал пост министра экономики всего неделю, после чего подал в отставку. До этого Окруашвили был министром обороны и одним из главных сторонников силового решения конфликта с Южной Осетией и Абхазией — непризнанными республиками, отделившимися от Грузии в 1992 году. На посту министра экономического развития Грузии Арвеладзе, по мнению прессы, был «серым кардиналом» и фактически контролировал действия Саакашвили. Кроме того, фактически в подчинении у Арвеладзе находился телеканал «Рустави 2».
Параллельно основной работе в 2005—2006 годах Арвеладзе возглавлял генеральную инспекцию ООО «Грузинская железная дорога» и после назначения на министерский пост курировал проект по передаче в управление железнодорожной компании британским инвесторам. Также в 2006—2007 годах Арвеладзе был главой генеральной инспекции Министерства обороны Грузии, а в ноябре 2007 года был назначен на пост председателя Национальной комиссии Грузии по регулированию коммуникаций (НКГРК).
В январе 2008 года после перестановок в кабинете министров Грузии Арвеладзе ушёл в отставку и, как писали в СМИ, собирался заняться бизнесом. Он остался на главой НКГРК, и на этом посту разрешил восстановить телевещание телеканала «Имеди», который ранее был одним из ведущих оппозиционных телеканалов Грузии, а после войны в Грузии в августе 2008 года заявлял о намерении судиться с компанией «Мегафон» и российскими телеканалами за то, что они предоставляли услуги и вещание на территории Южной Осетии и Абхазии. Зимой 2009 года Арвеладзе подал отставку с поста главы НКГРК.
Примечательно, что в октябре 2008 года в прессе появились предположения о том, что Арвеладзе перешел в оппозицию к Саакашвили. Кроме того, в феврале 2009 года Лейбористская партия Грузии обвинила нескольких грузинских политиков, в числе которых был и Арвеладзе как бывший министр экономического развития, в присвоении государственных средств.
В июле 2009 года Арвеладзе занял пост генерального директора телеканала «Имеди».
13 марта 2010 года в эфире «Имеди» был показан сюжет о том, что в ответ на покушение на президента Южной Осетии Эдуарда Кокойты российские войска перешли русско-грузинскую границу, также сообщалось об убийстве Саакашвили. Программа спровоцировала панику в Грузии, несмотря на показанное в её начале и в конце предупреждение о том, что это не настоящий репортаж, а всего лишь моделирование «сценария возможного вторжения». Канал подвергся резкой критике в Грузии и за рубежом, однако Арвеладзе ограничился извинением и отказался уходить в отставку.